# Colleen Coover
Colleen Coover (Iowa, 14 de julio de 1969) es una historietista y escritora estadounidense, conocida por ser la autor del cómic erótico de temática lesbiana, titulado Small Favors de la editorial Fantagraphics Books. También ha sido ilustradora del cómic de serie limitada Banana Sunday, de Oni Press, y ha ilustrado varias historias cortas en X-Men: First Class de Marvel Comics.

## Primeros años
Nació el 14 de julio de 1969, en el estado de Iowa. Se identifica como bisexual. Ella conoció al escritor Paul Tobin en una clase de teatro, y luego se reencontrarían en una tienda local de cómics que frecuentaba regularmente. Coover y Tobin se casaron el 25 de agosto de 2007.
Se crio leyendo cómics. Abandonó la escuela de arte y se considera como una historietista completamente autodidacta. Comenzó a dibujar cómics después de conocer a su marido.
Ha dicho que entre sus principales influencias artísticas se encuentran Gilbert Hernández, Jaime Hernández, Milton Caniff, Wendy Pini, la serie Palookaville de Seth, Peter Arno, Dan DeCarlo, Curt Swan, y Neal Adams.

## Carrera
Coover ha contribuido en los cómics de la revista Out y ha realizado ilustraciones y diseños de portadas en varias publicaciones, incluyendo On Our Backs, Girlfriends, Curve, Kitchen Sink, y Nickelodeon Magazine; y para editoriales como Buckle Down Publishing, Alyson Libros, Cleis Press, y Dark Horse Comics.
Su primer gran proyecto fue Small Favors, una serie de cómics para adultos que mostraba una visión favorable hacia las mujeres y el sexo, las cuales fueron publicadas entre 2000 y 2003 .
Ilustró las novelas gráficas Gingerbread Girl (2011) y Banana Sunday (2006), ambos escritos por Paul Tobin.
Desde 2012, ha ilustrado el cómic digital Bandette, también escritos por Paul Tobin. Bandette fue nominado a cuatro Premios Eisner, ganando uno en 2016, en la categoría Mejor Webcomic Digital. En 2017, Coover volvió a ganar un Premio Eisner por la misma obra, en la categoría Mejor Cómic Digital.
Coover es miembro de Periscope Studio y del Comic Art Collective.
Participó en los paneles: "Prism Queer Press Grant Portfolio Review", "Love is in the Air: LGBT Romance Comics" (Amor en el aire: Cómics de romance LGBT), y "Women of Marvel" (Mujeres de Marvel) en la Comicon San Diego 2009.
En 2012, escribió el relato corto "Home Port."

### Cómics
- The Age of the Sentry #3: "She Loved A Monster!" (2008)
- Amazing Spider-Girl #25–28
- Amazing Spider-Man Family #3–4
- Bandette #1–20 (Monkeybrain Comics y Dark Horse Comics)[15][16]
- Fantastic Four Giant-Size Adventures #1: "Susan Storm and Misty Knight in: The Importance of Being Invisible" (agosto de 2009, 9 páginas)
- Girl Comics #1: "Introduction" (mayo de 2010)
- I Am A Avenger #4: "Then and Now" (febrero de 2011)
- Iron Man and Power Pack #4: "Dog & Pony Show" (abril de 2008)
- King-Size Spider-Man Summer Special #1: "Un-Encharted Evening" (2008)
- Lockjaw and the Pet Avengers #1: "Thor Frog Origin Thingy" (julio de 2009)
- Models Inc #3: "Brains!" (historia de respaldo) (diciembre de 2009)
- Power Pack: Día One #1–4: "Power Focus" (mayo–agosto de 2008)
- Tails of the Pet Avengers #1: Terrier on the High Seas (historia y arte) y Birds of a Different Feather  (abril de 2010)
- Uncanny X-Men: First Class #1 (entintado, colorización y letradora)[17]
- Thor and the Warriors Four #1-4: "The twelve labors of the babysitter!" (junio–septiembre de 2010)
- Wolverine: First Class #8: "Kitty's Dream" (diciembre 2008)
- X-Men: First Class #3, 5–6, 9, 11–15 (octubre de 2007 - octubre de 2008)
- X-Men: First Class Finals #1–3 (abril–junio de 2009)
- X-Men First Class Special: "The Key; Men Fear the Blob; The Mental Might of Marvel Girl" (julio 2009)[18]

### Libros
- Small Favors, Volumen 1 (Eros Comix, 2002) recopilación de los números 1-4
- Small Favors, Volumen 2 (Eros Comix, 2003) recopilación de los números 5-8
- Banana Sinday (Oni Press, 2006) (con Paul Tobin, como "Root Nibot")
- Lockjaw and the Pet Avengers (Marvel, 2009) H/B incl. "Terrier on the High Seas" escrito y dibujado por Colleen Coover; "Birds of a Different Feather"
- Sentry: The Age of the Sentry (Marvel, 2009) incl. The Age og the Sentry #3: "She Loved a Monster!"
- Spider-Man: Amazing Friends (Marvel, 20??) incl. "Take a Seat!"
- Spider-Man: Spider Women Digest (Marvel, mayo de 2009) inc. "Un-enchanted Evening" (de King-Size Spider-Man Summer Special #1)
- X-Men First Class: Mutant Mayhem (Marvel, 2008) incl. X-Men: First Class (2007) 1-5 y X-Men: First Class Special #1
- X-Men First Class: Band of Brothers (Marvel, 2008) incl. X-Men: First Class (2007) 6-10
- X-Men First Class: The Wonder Years (Marvel, 2009) incl. X-Men: First Class (2007) 11-16 y Giant-Size X-Men: First Class
- X-Men First Class: Finals (Marvel, 2009) incl. recopilación de los números 1-3:  "Scott and Jean are on a Date!", "X-Date Part 2", y "X-Date Part 3"
- Gingerbread Girl (Top Shelf, 2011) (con Paul Tobin)
- Bandette, Volume 1:  Presto! (Dark Horse, 2013) (con Paul Tobin) recopilación de los números 1-5
- Bandette, Volume 2:  Stealers Keepers! (Dasrk Horse, 2015) (con Paul Tobin) recopilación de los números 6-9
- Bandette, Volume 3: The House of the Green Mask (Dark Horse, 2016) (con Paul Tobin) recopilación de los números 10-13
- Small Favors: The Definitive Girly Prono Collection (Limerence Press, 2017) (reimpresión de los libros 1 y 2, añadiendo nuevo contenido y especial a color)
- Gothic Tales of Haunted Love (Bedside Press, 2018) (colaboradora)